# Xysticus khasiensis
Xysticus khasiensis là một loài nhện trong họ Thomisidae.
Loài này thuộc chi Xysticus. Xysticus khasiensis được Benoy Krishna Tikader miêu tả năm 1980.